# Еты-Пуровское нефтяное месторождение
Еты-Пуровское нефтяное месторождение — нефтяное месторождение в Ямало-Ненецком автономном округе России, в районе посёлка Ханымей. Лицензия на разработку месторождения принадлежит компании «Газпром нефть» (АО «Газпромнефть-Ноябрьскнефтегаз», ранее филиал «Газпромнефть-Муравленко» ОАО «Газпромнефть-ННГ»).
Месторождение было открыто в 1982; его доразведка и разработка начались лишь в 2003. Запасы месторождения по категориям А, Б, С1 составляют 20 млн т высококачественной лёгкой нефти и ещё 20 млн т — по категории С2. В начале 2007 на Еты-Пуровском месторождении была зарегистрирована фонтанирующая нефтяная скважина с суточным дебитом примерно 400 т нефти, что является одним из рекордных показателей для Западной Сибири.